# Marianne Liebe

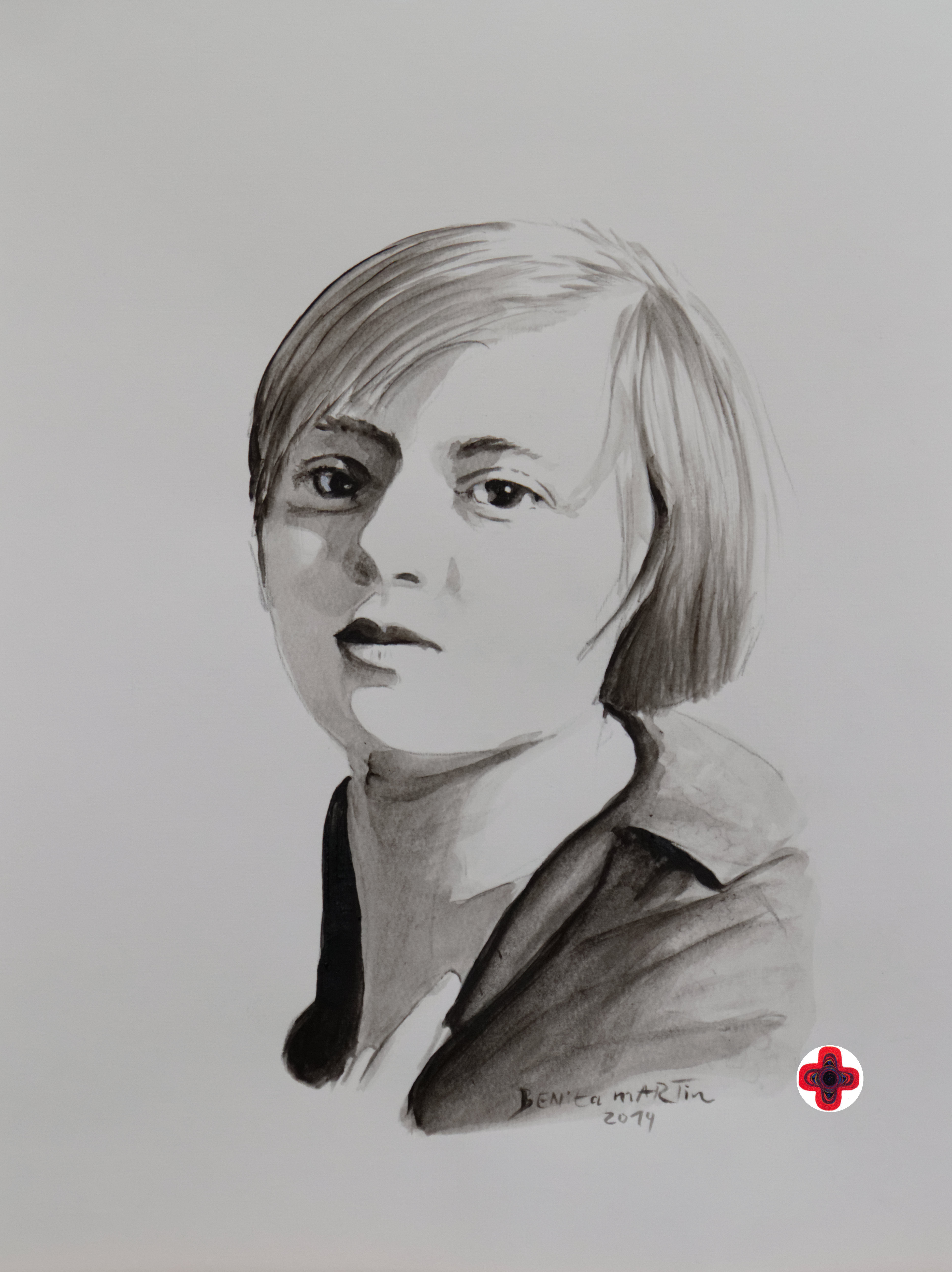
Marianne Liebe

Marianne Liebe later ook Marianne Brandt (Chemnitz, 1 oktober 1893 - Kirchberg, 18 juni 1983) was een Duitse schilder, beeldhouwer, fotograaf, metaalsmid en ontwerper die studeerde aan de Bauhaus-kunstacademie in Weimar en later in 1927 hoofd werd van het Bauhaus Metall-Werkstatt (Metaalwerkplaats) in Dessau. 

## Biografie
Marianne Liebe volgde een opleiding tot schilder aan de Großherzoglich-Sächsische Kunstschule Weimar (1891-1917) en trouwde in 1919 met de Noorse schilder Erik Brandt. Daarnaast vervolmaakte ze zich in schilderkunst bij Fritz Mackensen en Robert Weise en beeldhouwkunst bij Robert Engelmann. In 1924 ging ze metaalbewerking studeren aan het Weimar Bauhaus. Daar volgde ze László Moholy-Nagy op als waarnemend-directeur in 1928. Vanaf 1929 was ze werkzaam voor Walter Gropius en later bij firma Ruppel in Gotha tot ze in 1932 haar baan verloor door de gevolgen van de grote depressie. In de naziperiode vond ze geen werk en sloot in 1939 aan bij de Reichskulturkammer omdat ze anders geen werkmateriaal kreeg. Ze scheidde officieel van Brandt in 1935. Na de oorlog hielp ze haar familie in Chemnitz met de wederopbouw waardoor ze nooit meer wegraakte uit Oost-Duitsland. Ze was tussen 1949 en 1951 docent aan het departement hout, metaal en ceramiek te Dresden. Tussen 1951 en 1954 was ze werkzaam in Berlijn aan de academie voor toegepaste kunst. 

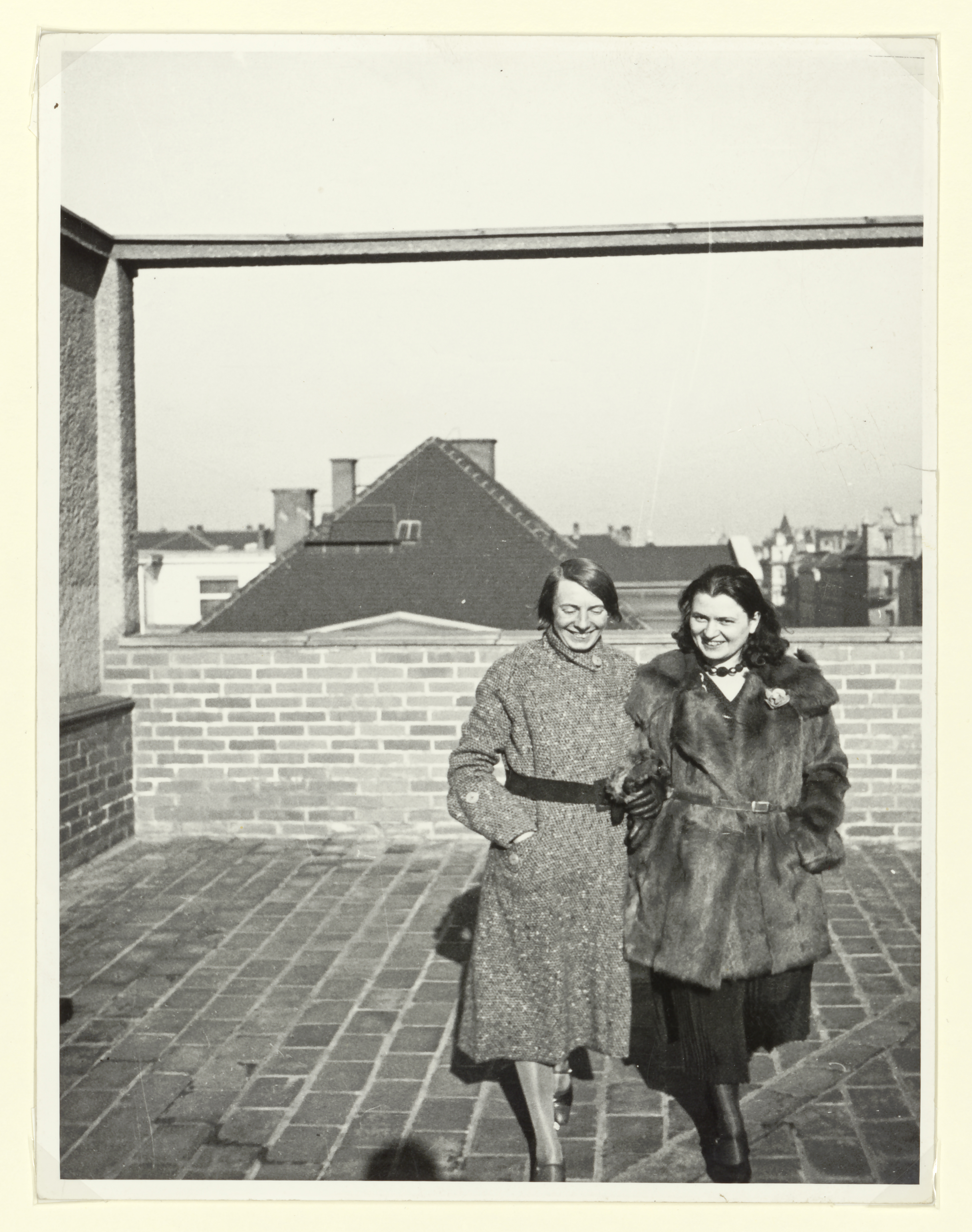
Brandt (rechts) in 1926 met Irmgard Sörensen-Popitz

## Werk (selectie)
Haar ontwerpen van huishoudelijke voorwerpen zijn industrieel volgens de principes van nieuwe zakelijkheid als uitdrukking van hun functie met een strenge geometrie als kenmerk.
- Theeketel (1925)
- thee-ei model nr. MT49
- ME78B hanglamp (1926)

Daarnaast maakte ze ook foto's die af en toe te zien waren in een tentoonstelling. Pas later genoten deze grotere belangstelling. 

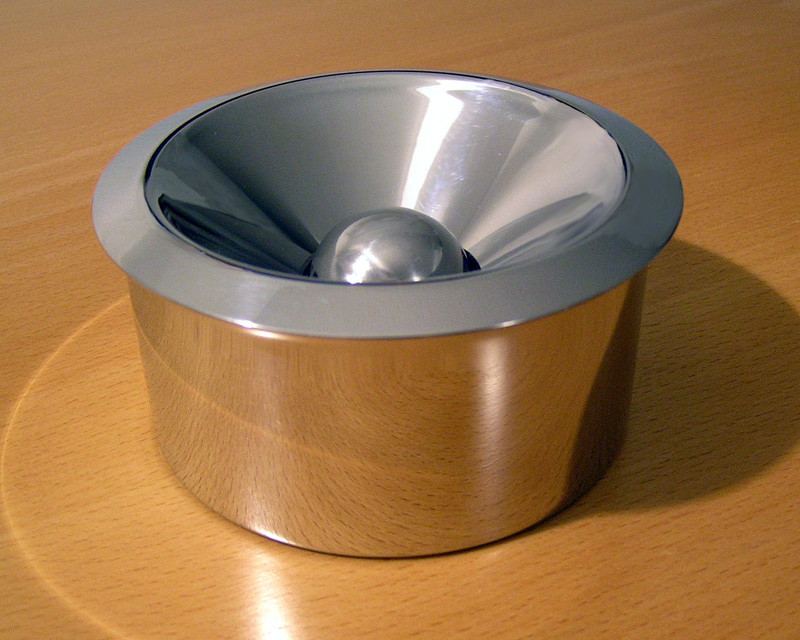
Asbak
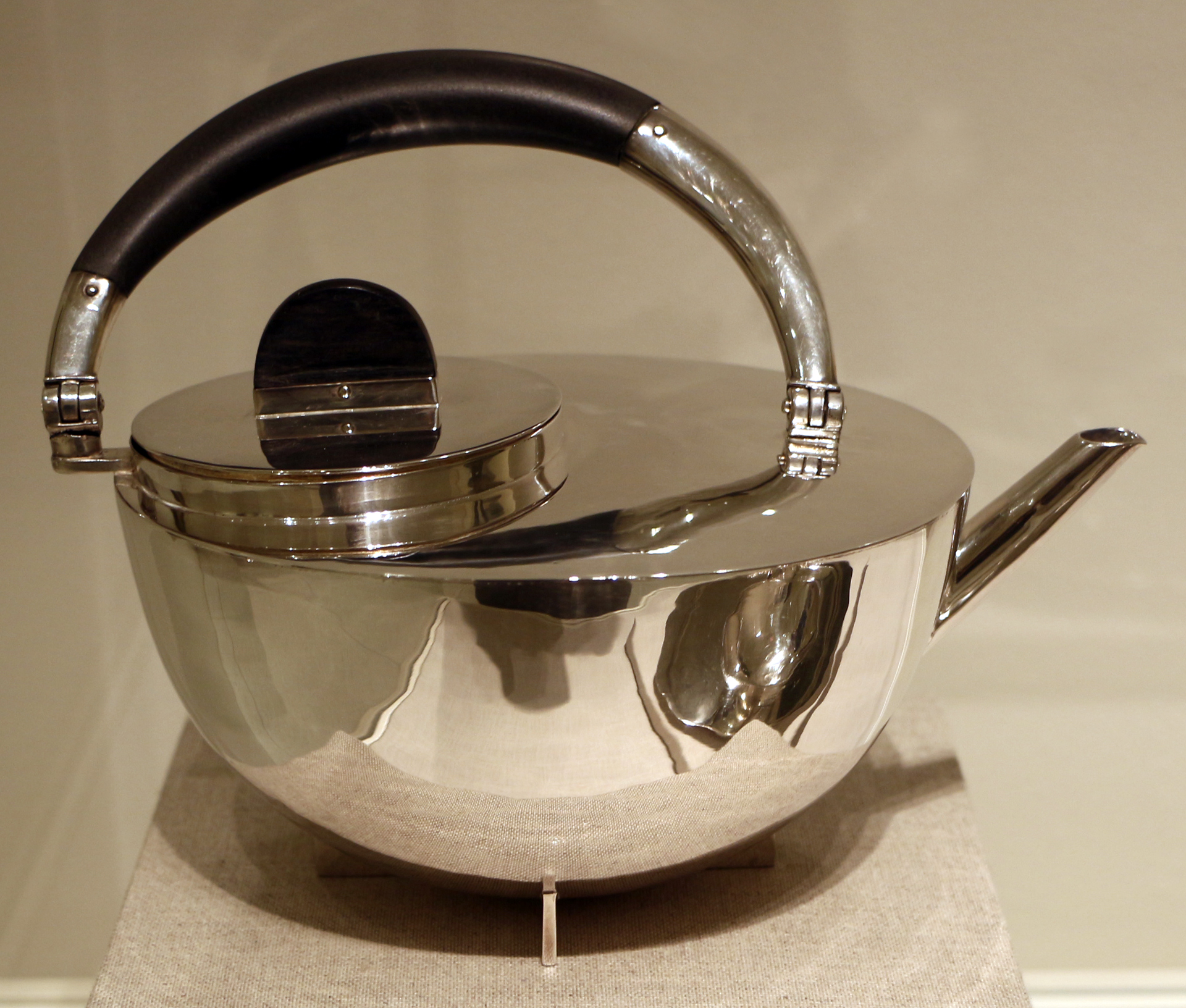
Theeketel (1925 Bauhaus)
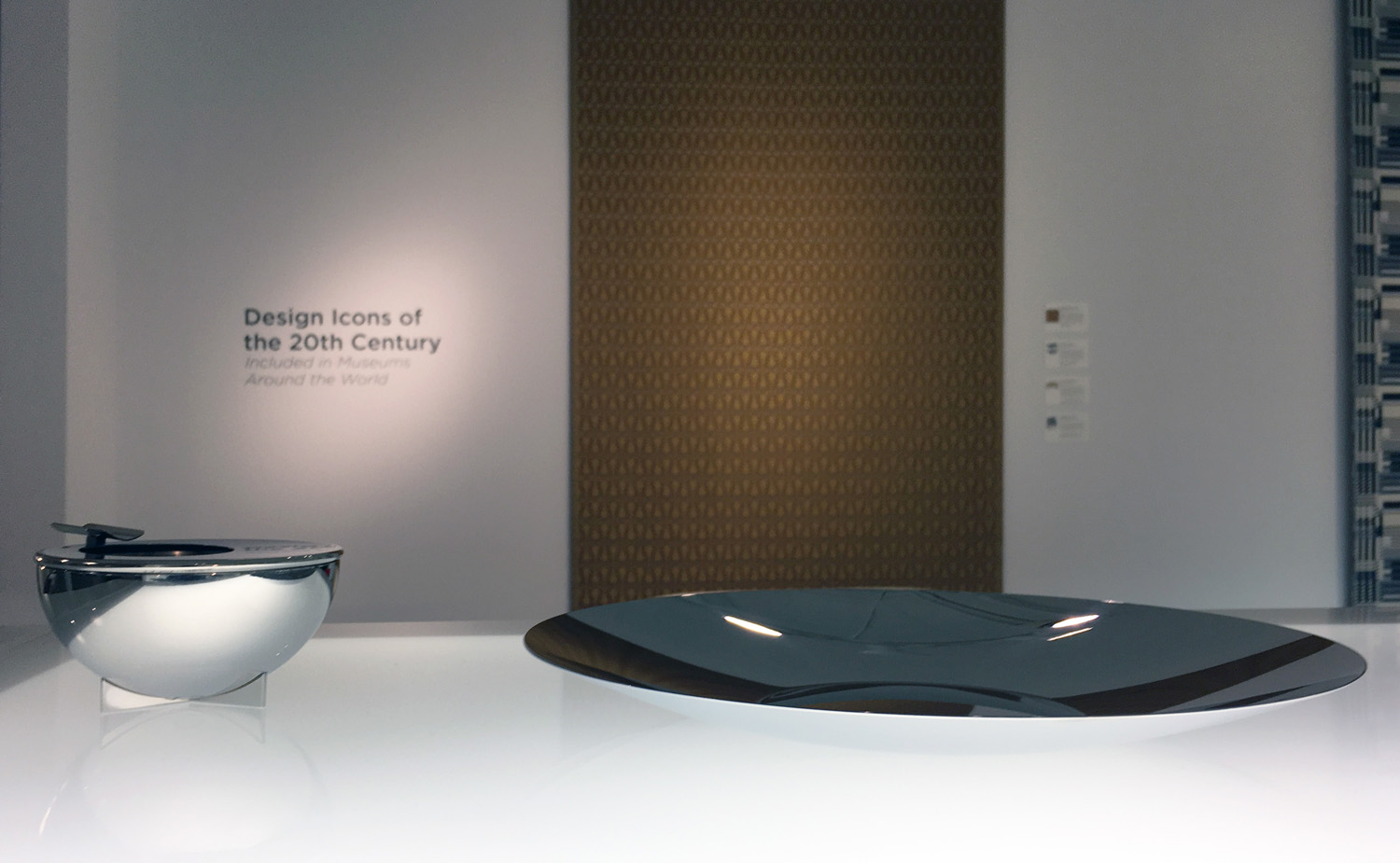
Asbak (1924) en mand (1928 Bauhaus)
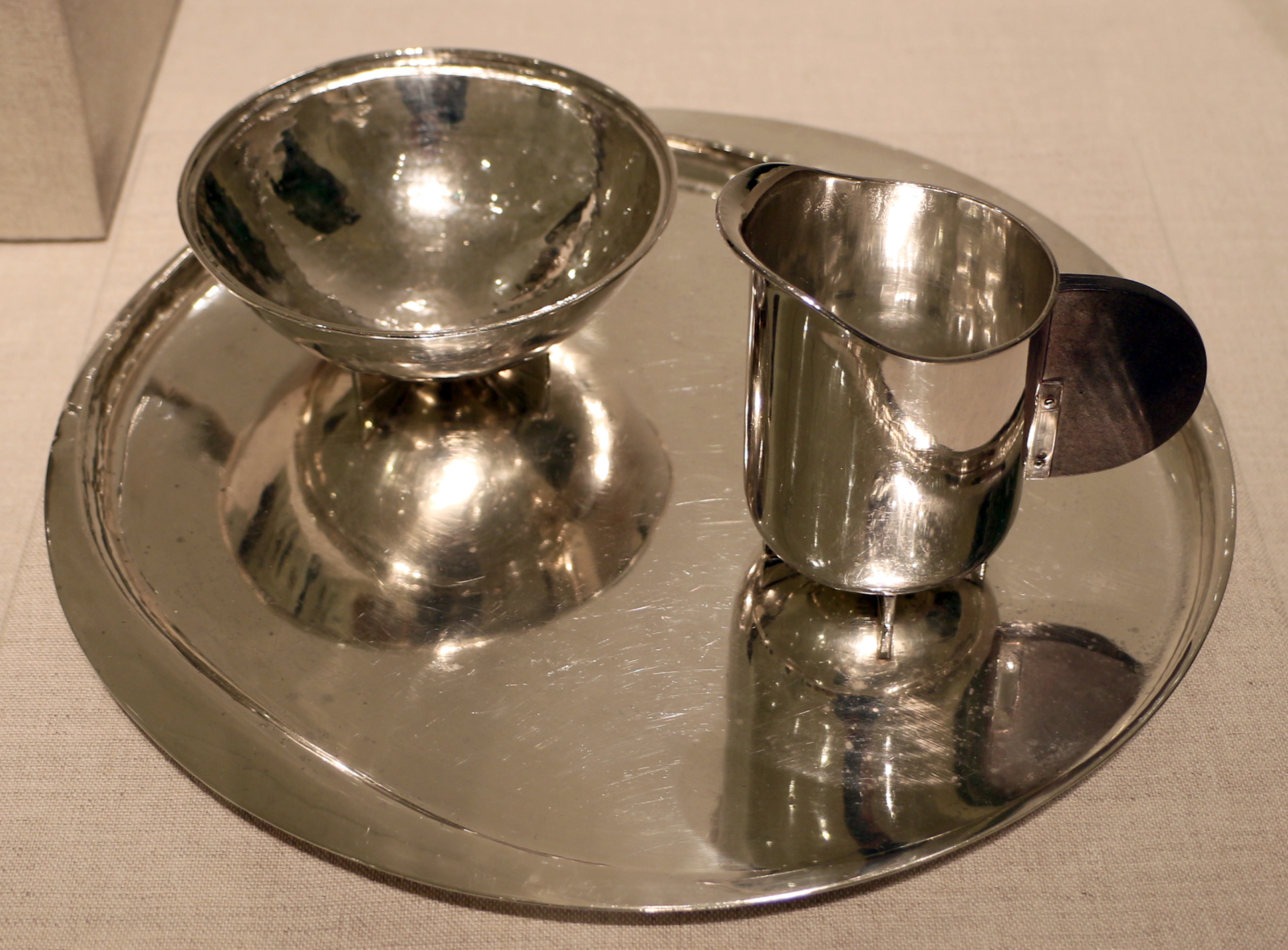
Theeservies (1924 Bahaus)
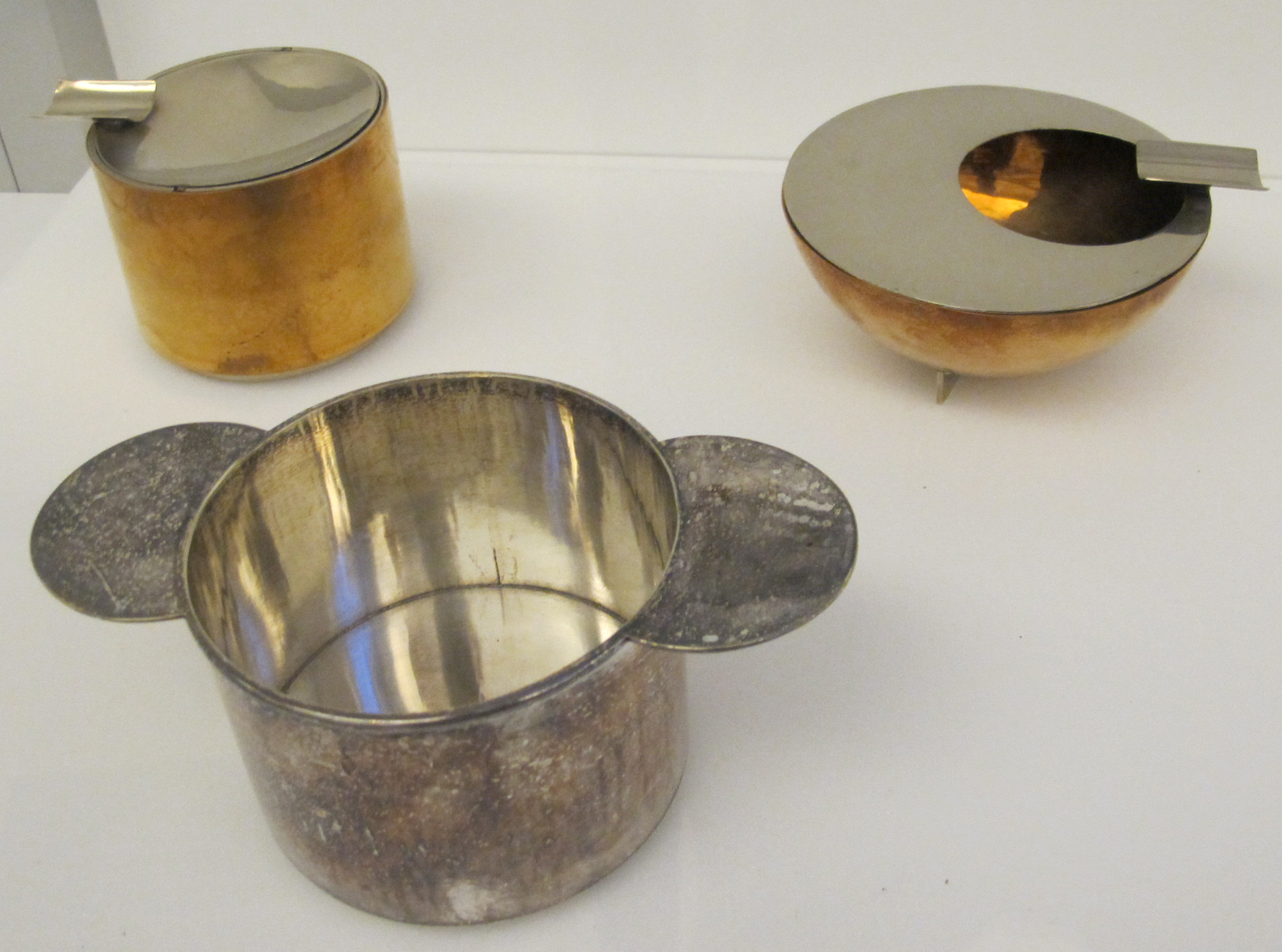
Asbakken (Bauhaus)
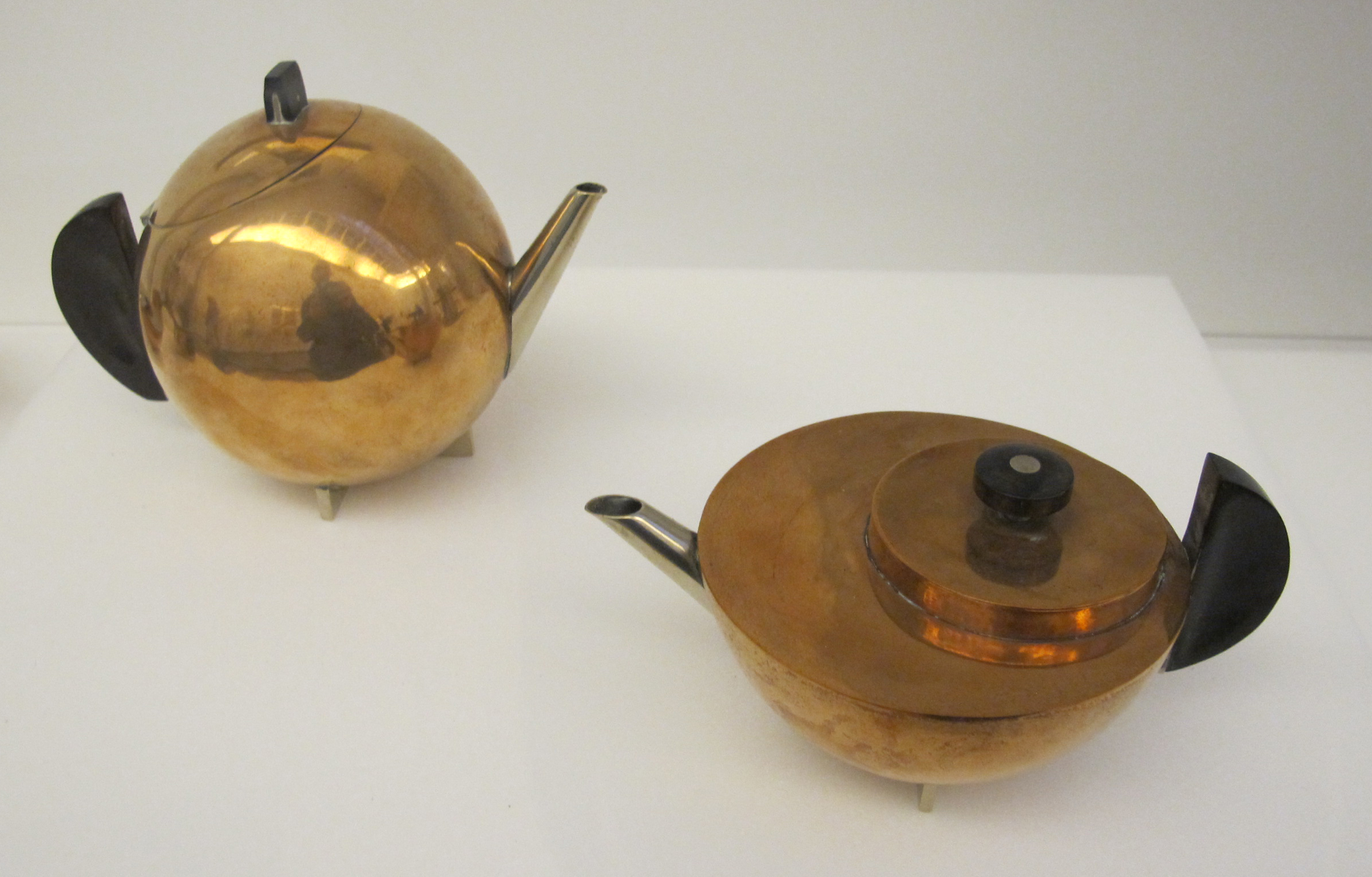
Theepotten (1924, Bauhaus)
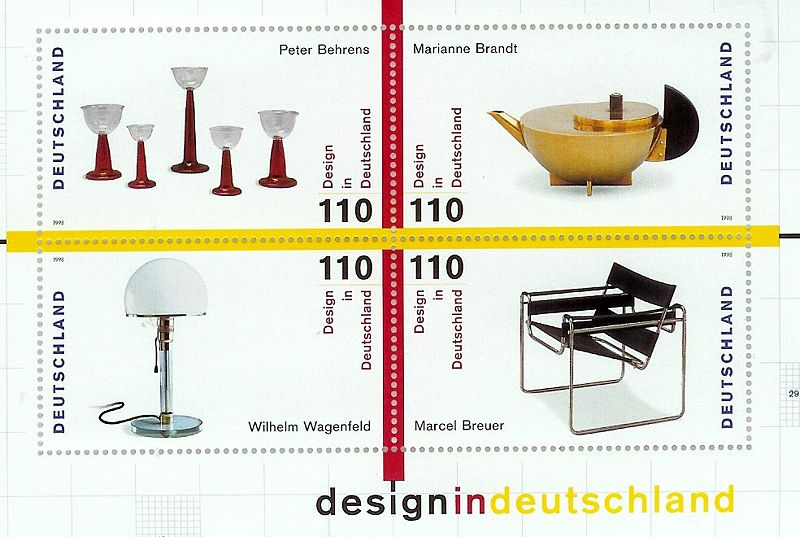
postzegel

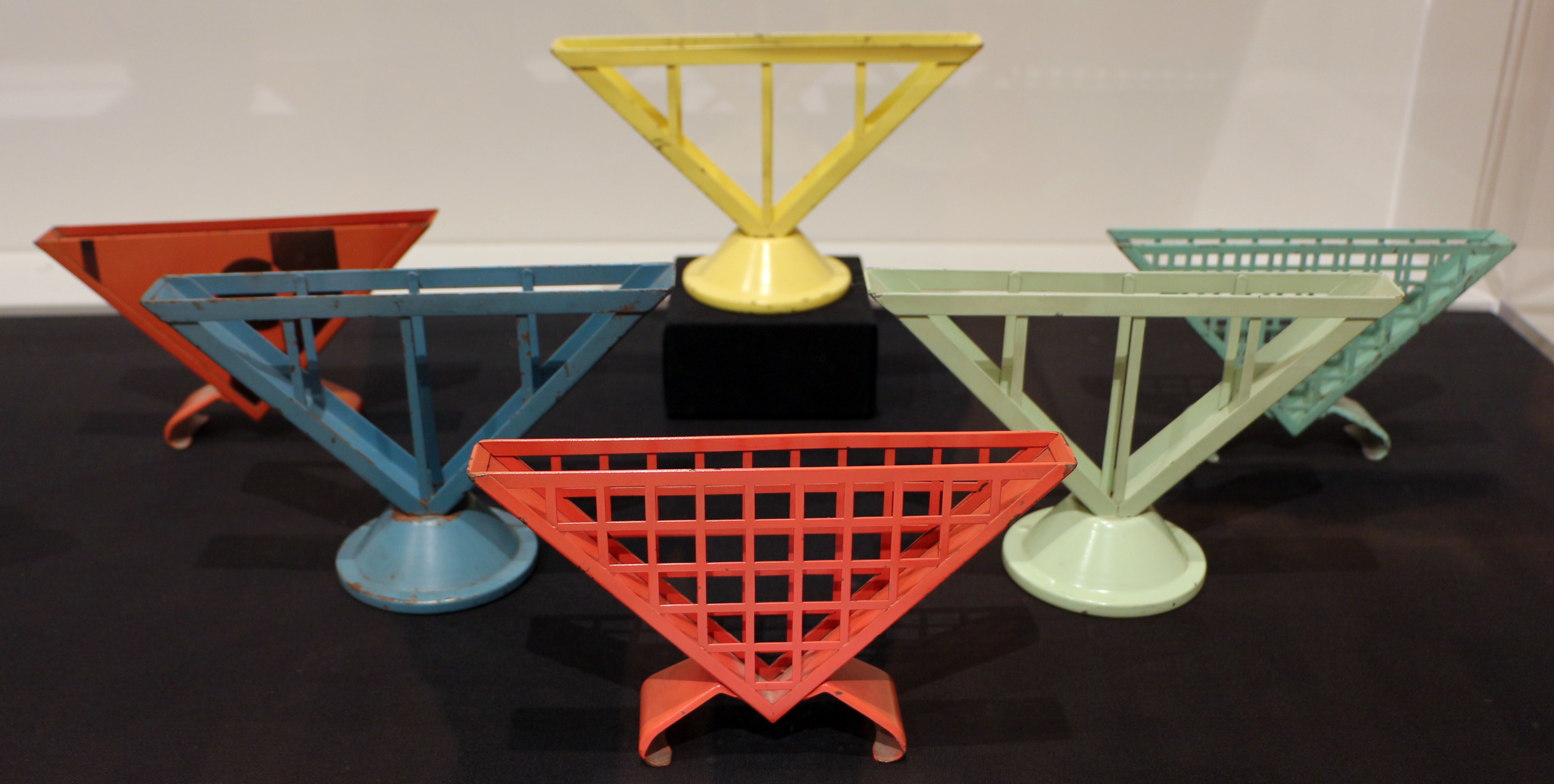
Serviettenhouders (Ruppel)
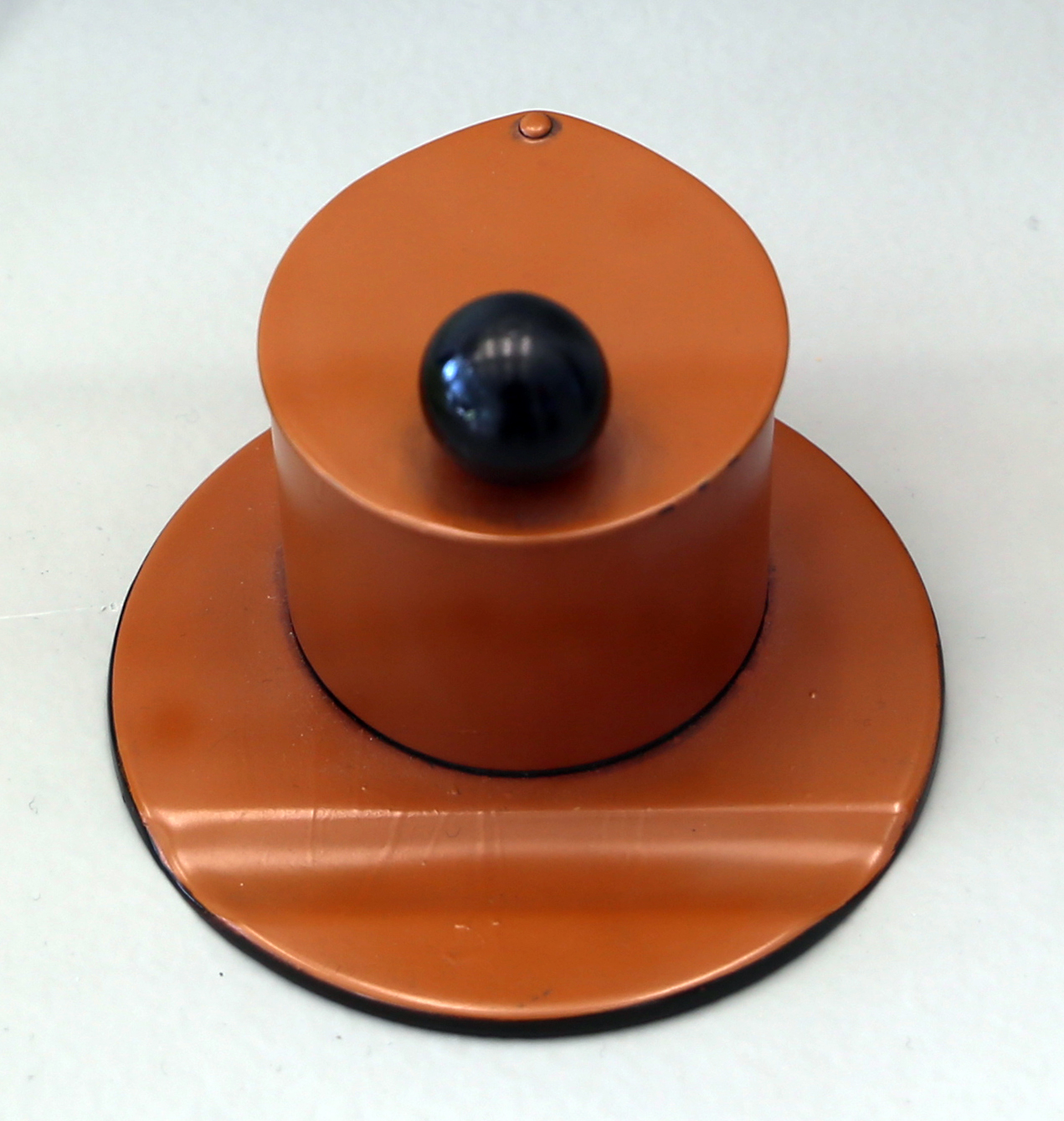
Inktpot (Ruppel)
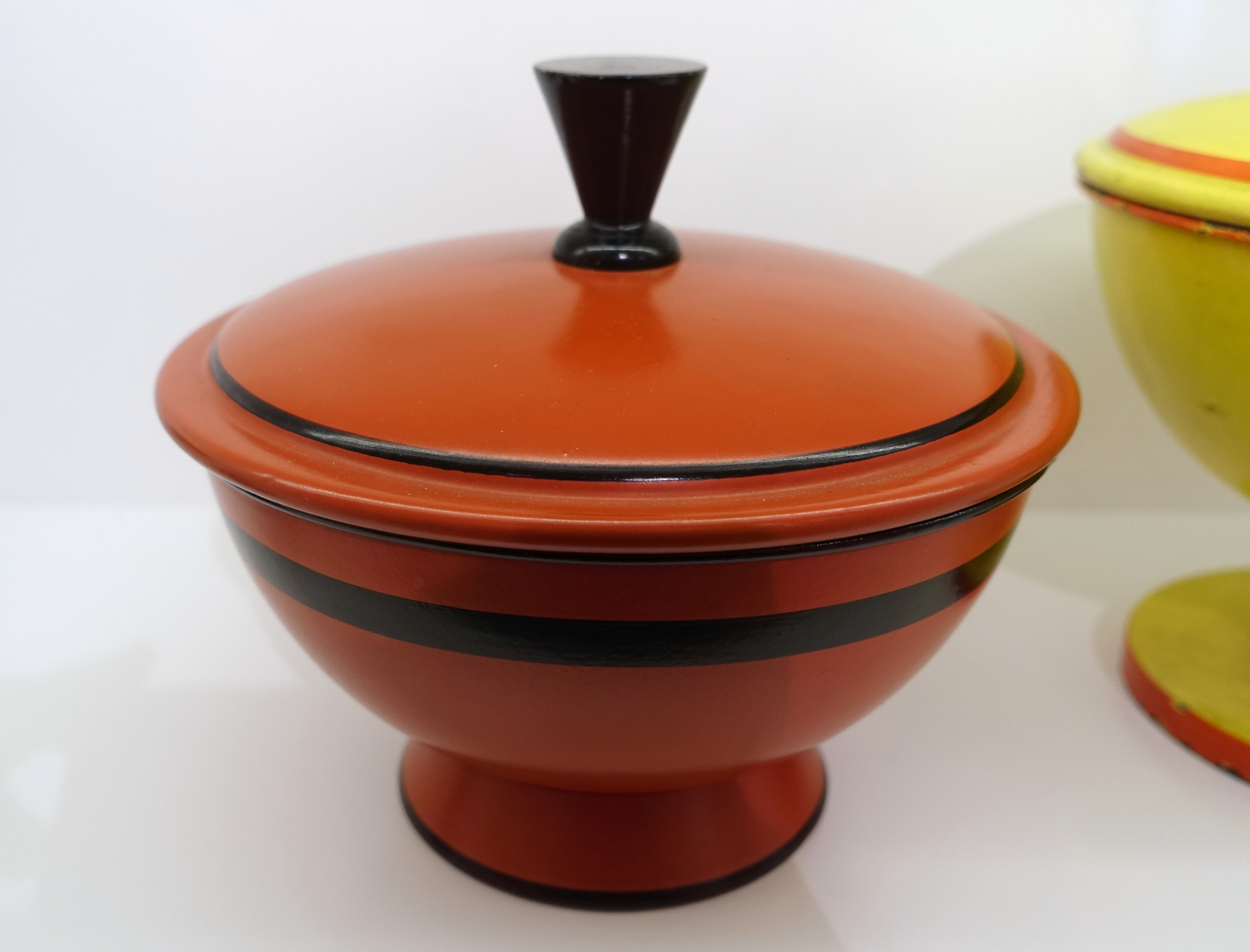
Pot (1930, Ruppel)
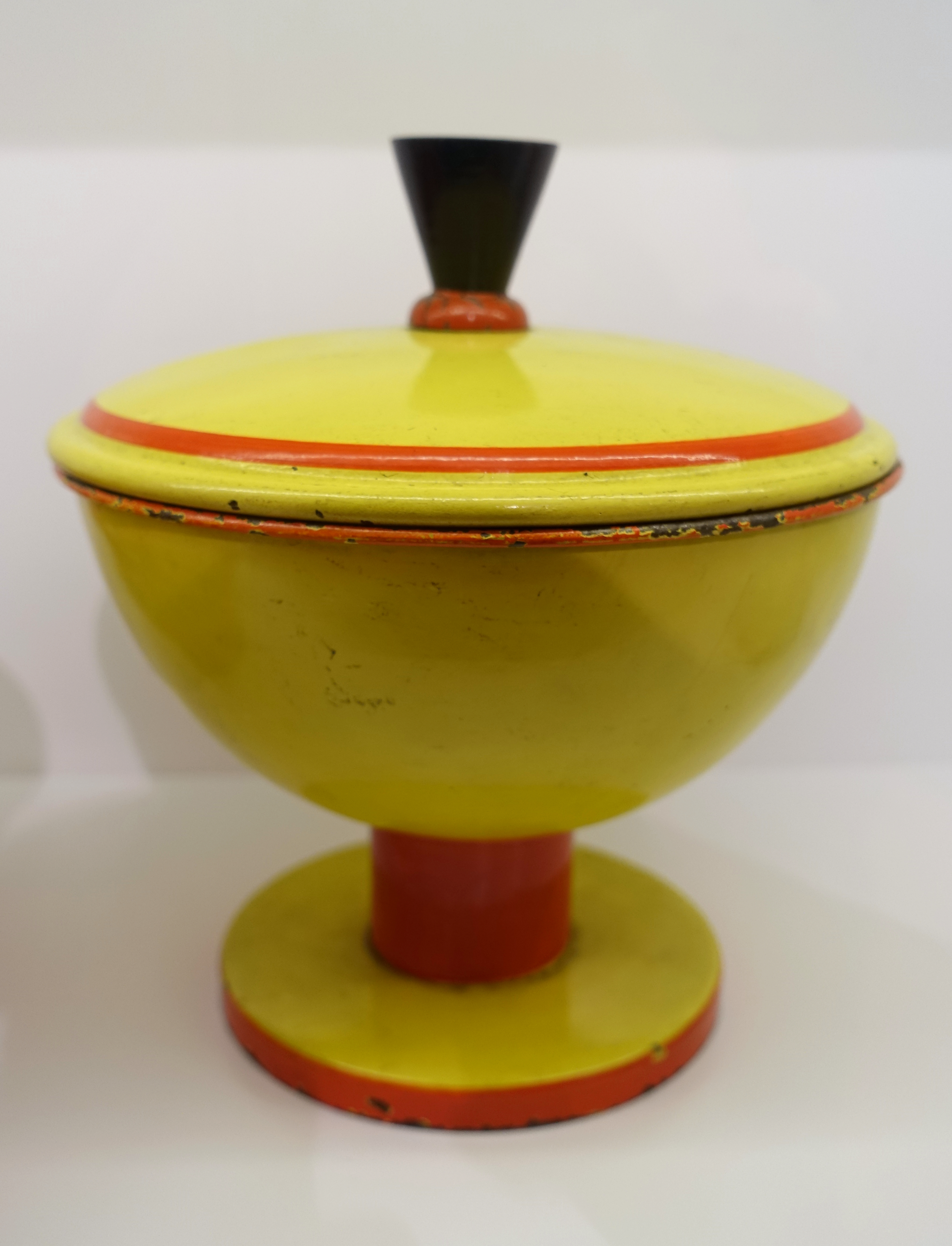
Pot (1930, Ruppel)